# La Valse des gros derrières
Pour plus de détails, voir Fiche technique et Distribution.
La Valse des gros derrières est un film franco-béninois réalisé par Jean Odoutan et sorti en 2004.

## Synopsis
Akwélé, coiffeuse dans le quartier parisien de Barbès, ambitionne de devenir mannequin. Sa rencontre avec Rod, petit délinquant, suivie d'une relation difficile et d'une rupture que l'intéressé n'accepte pas, est à l'origine de multiples incidents à la suite desquels une nouvelle vie attend la jeune femme.

## Fiche technique
- Titre : La Valse des gros derrières
- Réalisation : Jean Odoutan
- Scénario : Jean Odoutan
- Photographie : Valerio Truffa
- Décors : Olivier Afonso et Olivier Balais
- Costumes : Olga Alexandre
- Son : Alain Villeval
- Montage : Michel Klochendler et Myriam Pinson
- Musique : Jean Odoutan
- Production :  45 RDLC - Tabou-Tabac Films
- Pays :  France,  Bénin
- Durée : 72 minutes
- Date de sortie  : France : 23 juin 2004

## Distribution
- Mata Gabin : Akwélé
- Jean Odoutan : Rod
- Claudia Tagbo : Assiba
- Gaëlle Le Sant : Emma
- Micheline Dieye : Mama Fina
- Didier Dorlipo
- Pascal Jaubert
- Diouc Koma